# Marinebasis Brest
Die Marinebasis Brest (französisch Base Navale de Brest) ist ein Marinestützpunkt der französischen Marine in Brest. Die erst seit dem Jahr 2000 als solche bezeichnete Basis liegt in der Region Bretagne im Département Finistère. Sie ist Teil einer 2011 neuformierten Base de défense Brest-Lorient.
Die Marinebasis Brest ist Heimathafen der Überwassereinheiten der französischen Atlantikflotte; die Einrichtung war früher als Arsenal Brest (Arsenal de Brest) bekannt.

## Geschichte chronologisch

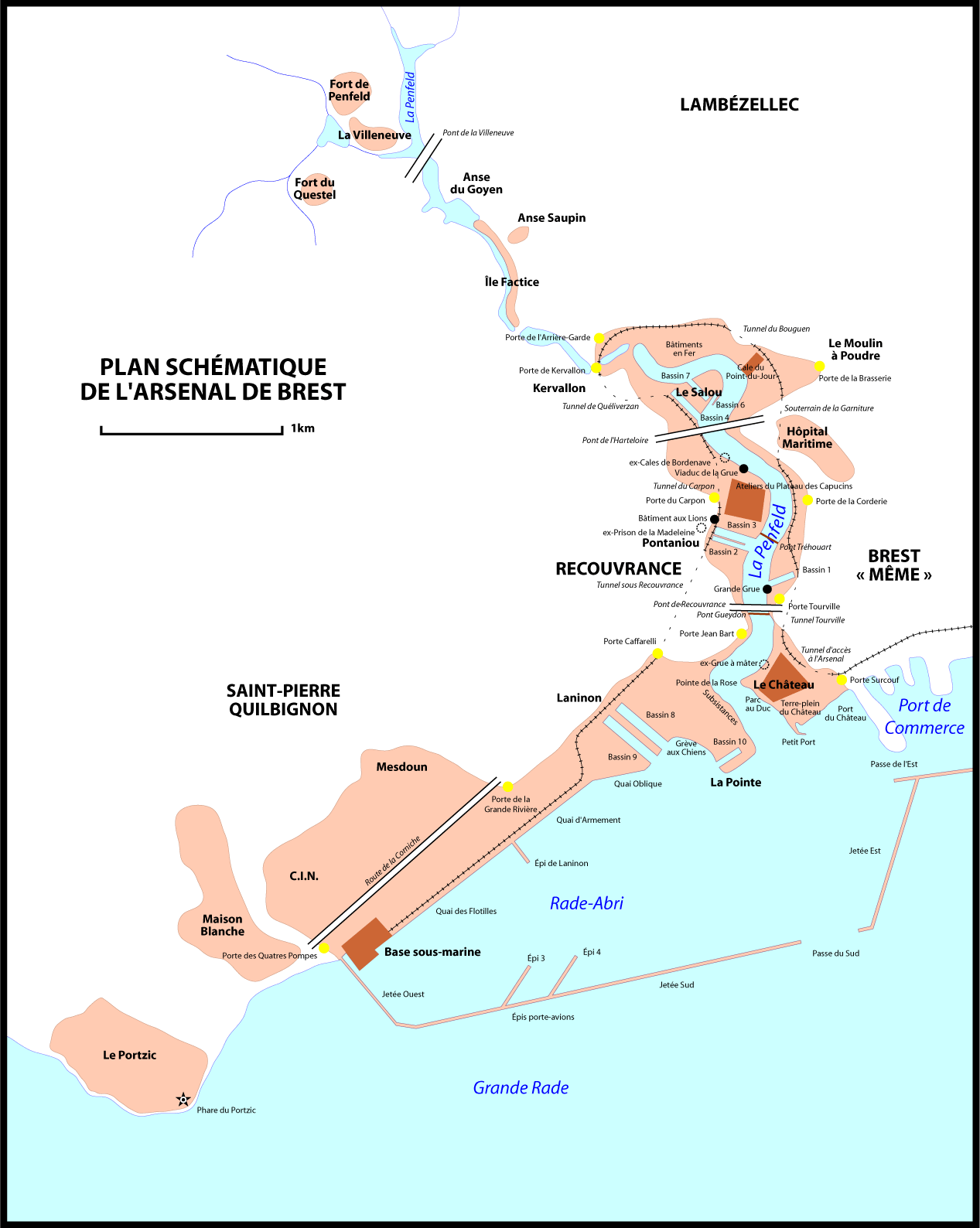
Schematischer Plan der Marinebasis Brest

- 1631–1635 Beginn des Baus der Hafeninfrastruktur
- 1674 Pulvermagazine, Cordellerie und Militärkrankenhaus
- 1683 Bau des Troulan-Beckens
- 1746 Bau der drei Pontaniou-Becken in der Nähe der Ankerschmiede und dem Werftbetrieb
- 1752 Bau des Bagne-Gefängnisses, das 1947 abgerissen wurde
- 1807 Construction of the Bâtiment aux Lions (Löwenhaus) für das Magazin
- 1822–1827 Bau des Bassins 6 bei Le Salou
- 1858 Fertigstellung der Tourville- and Jean-Bart-Kais
- 1864–1865 Bau des Bassins 7 bei Le Salou
- 1865 Schließung des Penfeld-Hafens für die gewerbliche Schifffahrt, Umwidmung in einen Kriegshafen
- 1889–1896 Bau der Südmole (1500 m)
- 1895–1900 Bau der Westmole (200 m)
- 1899–1902 Umbau der vier Pontaniou-Becken in zwei größere, die heute als Bassin 2 und Bassin 3 bezeichnet werden
- 1900–1905 Verlängerung der Südmole um 750 m
- 1905 Bau des Quai d’Armement (Munitionierungskai)
- 1910 Aufstellung des Großen Krans
- 1910–1916 Ausschachtung der zwei Baudocks und Bau eines Trockendocks im Bereich Lanion, die heute als Bassin 8 und Bassin 9 bezeichnet werden
- 1911 Verfüllung des ebenen Geländes am Schloss
- 1918 Bau des Flottillenkais
- 1931–1933 Schließung der westlichen Hafeneinfahrt
- 1938 Beginn der Bauarbeiten für das Bassin 10 (die Arbeiten ruhten von 1939 bis 1945)
- 1940 Bau der deutschen U-Boot-Basis (Basis der Kriegsmarine)
- 1963–1964 Erweiterung der Mole
- 1969–1970 Bau der beiden Flugzeugträger-Schleusen 3 und 4